# Von Carisien

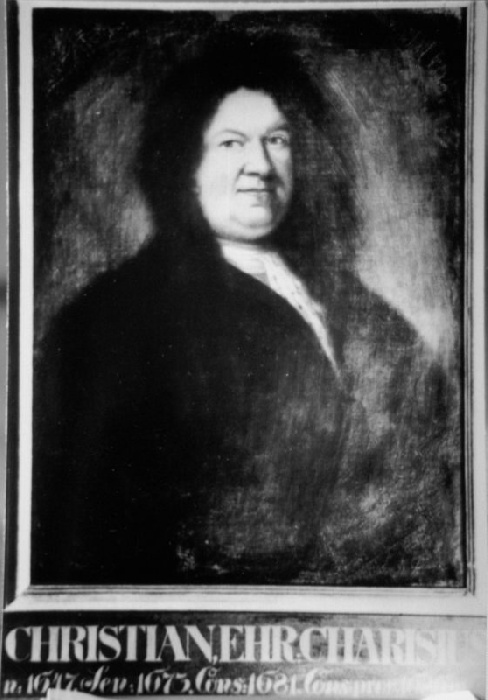
Porträtt av Christian Ehrenfried Charisius

von Carisien är en svensk adelsätt från Pommern, bland dess medlemmar ingår många välkända ämbetsmän och diplomater, ofta nära associerade med hansestaden Stralsund. Ätten adlades 1761 genom borgmästaren Christian Ehrenfried von Carisien den äldre, som nr 2137. Dock blev en tidigare gren av ursprungsätten Charisius adlad von Olthoff , genom Christian Ehrenfried Charisius von Olthoff, som blev upphöjd jämte sin styvfar Justus Ludwig von Olthoff. 

## Ursprung
Ätten von Carisien härstammar ur familjen Charisius vars äldsta kända medlem var Baltasar Charisius, borgmästare i Bytom, Schlesien, del av Österrike, idag del av Polen. Balthasar gifte sig med Anna Schoede, och tillsammans fick de sonen Baltasar Charisius (12 okt 1576 - 27 jun 1625). Baltasar d.y kom att bli den förste stadsphysikus i Gross-Glogau, Schlesien, och gifte sig med Christina Mentzel, dotter till läkaren Johan Mentzel i Gross-Glogau. De fick sonen Johan Baltasar Charisius (okt 1615 - 06 sep 1675), professor vid akademien i Frankfurt an Der Oder, sedan 1652 syndikus i Stralsund, samt vice-president i det Wismarska tribunalet. Johan Baltasar gifte sig med Rosina Zachariae, dotter till rådmannen i Frankfurt Johan Zacharias och Margareta Sieftleben. Deras son Christian Ehrenfried Charisius (25 maj 1647 - 29 jul 1697) fann stor framgång som ämbetesman och blev rådsherre i Stralsund 1673, sedan 1681 borgmästare, och till slut lantråd i Pommern 1686. Han gifte sig tre gånger, i sitt andra äktenskap, med Anna Juliana Hagemeister, fick han Carl Christian Charisius, som kom att bli far till Christian Ehrenfried von Carisien, stamfadern till ätten von Carisien, och i sitt tredje äktenskap med Juliana Catharina Cock fick han sonen Christian Ehrenfried Charisius von Olthoff, stamfader till grenen Charisius von Olthoff.

### Grenen Charisius von Olthoff
Efter Christian Ehrenfried Charisius död gifte hans betydligt yngre fru Juliana Catharina Cock om sig år 1700 med regeringsrådet Justus Ludwig von Olthoff, som adopterade hennes två barn, som tillsammans med sin styvfar blev adlade von Olthoff år 1707. Då Justus Ludwig hade egna barn gick hans styvson Christian Ehrenfried Charisius von Olthoff, och dennes avkommor under namnet Charisius von Olthoff.

## von Carisien
Christian Ehrenfried von Carisien den äldre, ursprungligen Charisius (20 sep 1722 - 17 maj 1773), var son till Carl Christian Charisius, rådssekreterare i Stralsund samt orator civitaits Stralsundensis till Stockholm, och Beata Fredrika Gerdes. Liksom sin farfar Christian Ehrenfried Charisius fann han stor framgång som ämbetesman i Stralsund, och blev först syndikus i staden, sedan 1764 vald till borgmästare, och därefter lantråd i Pommern samt assessor i Wismarska tribunalet. Den 22 sep 1761 blev han adlad von Carisien, men dog innan han hann bli introducerad i det svenska riddarhuset. Hans son, Christian Ehrenfried von Carisien, introducerades istället 30 nov 1785 som nr 2137.
Christian Ehrenfried von Carisien var en svensk diplomat som tjänstgjorde bland annat vid den svenska beskickningen i Berlin, där han 1779-84 var chargé d'affaires. Han blev även ministerresident i Sankt Petersburg 1785, och slutligen envoyé vid preussiska hovet 1787-94. Lars von Engeström kallade Carl Ehrenfried den mest fulländade diplomat han känt och sade att han betraktades som ett orakel av de övriga diplomaterna i Berlin.

## Personer ur ätten

### von Carisien
- Christian Ehrenfried von Carisien den äldre (20 sep 1722 - 17 maj 1773) - borgmästare i Stralsund samt lantråd i Pommern, och assessor i Wismarska tribunalet.
- Christian Ehrenfried von Carisien (7 nov 1749 - jun 1787) - svensk diplomat.

### Ursprungsätten Charisius
- Baltasar Charisius (1500-talet) - borgmästare i Bytom.
- Baltasar Charisius (12 okt 1576 - 27 jun 1625) - den förste stadsphysikus i Gross-Glogau, Schlesien.
- Johan Baltasar Charisius (okt 1615 - 06 sep 1675) - professor vid akademien i Frankfurt an Der Oder, syndikus i Stralsund, vice-president i det Wismarska tribunalet.
- Christian Ehrenfried Charisius (25 maj 1647 - 29 jul 1697) - rådsherre och borgmästare i Stralsund, lantråd i Pommern.
- Carl Christian Charisius (1687 - 1 apr 1750) - rådssekreterare i Stralsund.